# Шишман I
Шишман I (1270-1313) — болгарський боярин, що правив напівнезалежним Видинським князівством, зі столицею у дунайській фортеці Видин наприкінці 13-го — на початку 14 століття. Болгарський імператор Георгій Тертер I надав йому титул «деспота». Засновник династії Шишмановичів.

## Життєпис
Був одружений з донькою болгарської принцеси Ганни-Теодори, що вийшла заміж за севастократора Петра; онукою Болгарського імператора Івана Асена II. 

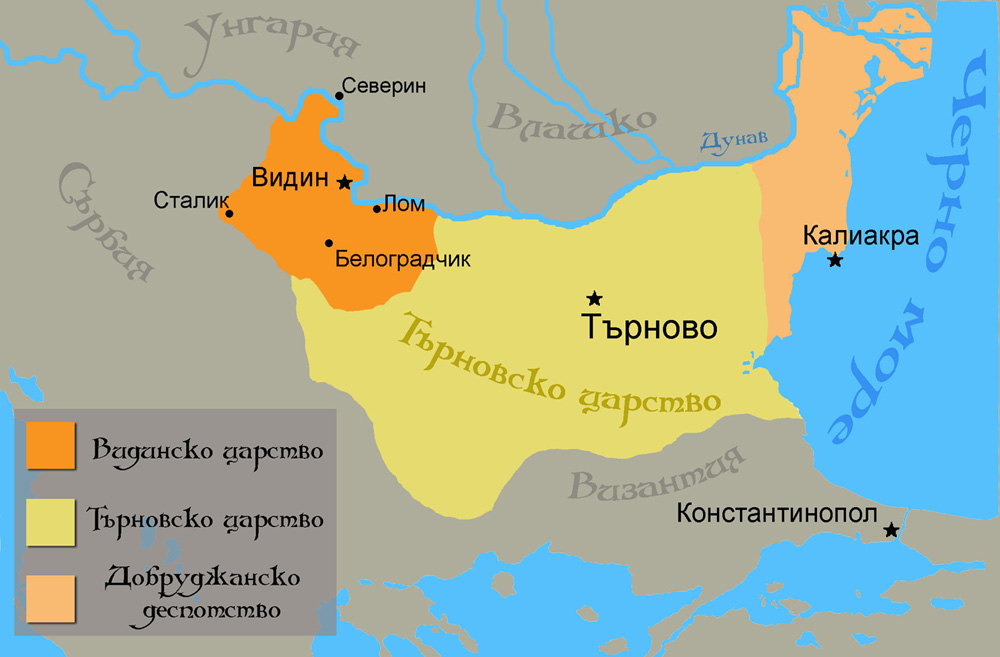
Мапа Видинської та Тирновської держав

Наприкінці XIII та на початку XIV століття Болгарська імперія переживала внутрішні міжусобиці та агресію з боку Золотої Орди та Східної Римської імперії. Болгарські імператори не були в силі захищати свої західні землі. Там сформувалися кілька напівнезалежних феодальних володінь, серед яких князівство деспота Шишмана. До захоплення цих земель прагнули Угорське та Сербське королівства.
Близько 1280 років Шишман став незалежним володарем своїх земель.
У 1291 році він потрапив в залежність від Золотої Орди. 1292 року розпочалась війна з Сербським королем Стефана Милутина, що окупував васальну Шишману області Браничево, деспот Шишман пішов з військом на сербів, але зазнав поразки. З залишками дружини він повернувся до своєї столиці Видин і замку Баба Вида. Стефан Милутин осадив місто і взяв його, а Шишман відступив до свого хана Ногая.
Ногай розпочав підготовку для походу проти Сербії. Дізнавшись про це, сербський король відправив послів до хана Ногая. Він визнав себе васалом Золотої Орди й відправив свого сина Стефана Уроша і видатних бояр як заручників. А також погодився повернути землі Шишмана і навіть додати деякі сербські землі до них. Своєю чергою Шишман погодився бути васалом Стефана Милутина й одружився з дочкою Великого жупана Драгаша. А його син Михайло Шишман побрався з Ганною-Недою, донькою Стефана Милутина. Між двома країнами було укладено мир.
Водночас між Видинським князівством та Тирновською державою були союзні мирні взаємовідносини. В деяких історичних джерелах його називають король.
Батько правителя Михайла Шишмана, що посів Болгарський престол у 1323 році, отже був родоначальником останньої Середньовічної болгарської імператорської династії Шишманів (Шишмановичів).

## Родина
Шишман I був одружений з Марією, донькою себастократора Петра та Ганни-Теодори Асен, онукою імператора Івана Асена II:
- Михайло III Шишман-Асен — деспот/король Видина й імператор Болгарії
- Кераца Петрица — дружина правителя Стратимира, мати імператора Івана-Олександра.

Після смерті першої дружини одружився з донькою Сербського великого жупана Драгоша. 
- Белаур, деспот Видина.